# STS-41-B
A STS 41-B foi a décima missão espacial a utilizar um ônibus espacial e a quarta missão do Challenger. Nela, pela primeira vez um astronauta flutuou solto no espaço operando uma Unidade Manual de Manobra e a missão fez seu primeiro pouso no Centro Espacial Kennedy.

## Tripulação
| Posição                  | Astronauta       |
| ------------------------ | ---------------- |
| Comandante               | Vance Brand      |
| Piloto                   | Robert Gibson    |
| Especialista de missão 1 | Bruce McCandless |
| Especialista de missão 2 | Robert Stewart   |
| Especialista de missão 3 | Ronald McNair    |

## Parâmetros da missão
- Massa:
  - Decolagem:  113 527 kg
  - Aterrissagem:  91 278 kg
  - Carga:  15 362 kg
- Perigeu: 307 km
- Apogeu: 316 km
- Inclinação: 28,5°
- Período: 90,8 min

### Caminhadas no espaço
- McCandless e Stewart  - EVA 1
- Começo do EVA 1: 7 de Fevereiro de 1984
- Fim do EVA 1: 7 de Fevereiro de 1984
- Duração: 5 horas, 55 minutos
- McCandless e Stewart  - EVA 2
- Começo do EVA 2: 9 de Fevereiro de 1984
- Fim do EVA 2: 9 de Fevereiro de 1984
- Duração: 6 horas, 17 minutos

## Hora de acordar
- 2° Dia: All You Need Is Love, da banda The Beatles.
- 3° Dia: Hey Jude!, da banda The Beatles.
- 4° Dia: Old Brown Shoe, da banda The Beatles.
- 5° Dia: Superfly, de Curtis Mayfield.
- 6° Dia: Foxy Lady, de Jimi Hendrix.
- 7° Dia: Dark And Dreary, de Elmore James.
- 8° Dia: Turn Off The Lights, de Dr.Dre.

## Principais fatos
Após a STS-9, o sistema de numeração dos voos para missões com ônibus espaciais foi mudado, Então, o voo seguinte. ao invés de ser designado STS-10, se tornou STS 41-B. O novo sistema de numeração foi desenvolvido para ser mais específico de modo que o primeiro numeral indicava o ano fiscal em que o lançamento ocorreu.
O segundo numeral representava o local de lançamento com 1 para o Centro Espacial Kennedy e 2 para a Base da Força Aérea de Vandenberg, na Califórnia.  A letra representava o ordem do lançamento , " B" era o segundo lançamento marcado neste ano fiscal. (Após o acidente com a Challenger, a NASA restabeleceu o sistema de numeração original. O voo seguinte ao 51-L foi o STS-26.)
A missão foi o quarto voo da Challenger. A decolagem ocorreu em 3 de Fevereiro de 1984. Dois satélites de comunicação, um para a Western Union (Westar 6) e outro para a Indonésia (Palapa B2) foram lançados no espaço oito horas após o lançamento da nave. Entretanto, o Payload Assist Modules (PAM) de ambos os satélites funcionou com problemas, colocando-os em uma órbita inferior à planejada. Ambos os satélites foram resgatados e lançados com sucesso em novembro seguinte, durante a STS 51-A, a décima quarta missão, pela Discovery.
O grupo da STS 41-B incluía o comandante Vance Brand, em seu segundo voo em um ônibus espacial; o piloto Robert Gibson; e os especialistas de missão Bruce McCandless II, Ronald McNair e Robert Stewart.
Um ponto alto da missão ocorreu no primeiro dia quando os astronautas McCandless e Stewart realizaram a primeira caminhada no espaço livre, operando a Unidade Manual de Manobra  Manned Maneuvering Unit (MMU)  pela primeira vez. McCandless, foi o primeiro satélite terrestre humano e se distanciou até 98 metros da nave, enquanto Stewart testou a "estação de trabalho" seguro pelo pé, no final do braço robótico do ônibus espacial. No sétimo dia da missão, ambos os astronautas realizaram um EVA para praticar os procedimentos de captura, recuperação e reparo do satélite Solar Maximum Mission, planejada para a próxima missão, a STS 41-C.
Outro fato importante do STS 41-B foi o voo do satélite SPAS-1 financiado pela Alemanha Ocidental, que havia voado originalmente na STS-7. Desta vez, entretanto, ele se manteve no compartimento de carga devido a um problema elétrico no braço robótico. A missão também carregou cinco caixas de GAS, seis ratos vivos no deck abaixo da cabine de comando, uma câmera Cinema-360 e a continuação do sistema de fluxo contínuo de eletroforese e os experimentos com o reator de Latex monodisperso.
O voo de 7 dias, 23 horas, 15 minuto e 55 segundos terminou em 11 de Fevereiro às 12h15min UTC, em Cabo Kennedy, sendo a primeira aterrissagem de um ônibus espacial neste local. A Challenger completou 127 órbitas e percorreu 5 329 150 km.
|  |  |  |